# 김병화 (법조인)
김병화(金炳華, 1914년 ~ 1996년 5월 15일)는 대한민국 제16대 법무부차관과 법원행정처장을 역임한 법조인이다. 서울 용산구 후암동에서 살았으며 부인 이보매와 사이에 2남 3녀가 있다. 취미는 1963년부터 시작한 골프이며 그 후 1973년까지 10년동안 핸디27캡을 보유하였다 한다.

## 생애
1914년 평안북도 룡천군에서 태어나 1937년 3월 경성제국대 법학과에서 학사 학위 취득하고 1942년 8월 조선변호사시험에 합격해 법조인이 되었다. 해방 이후 변호사를 하다가 1945년 11월 서울지방검찰청 검사에 임용되어 1948년 서울지방검찰청 부장검사, 1960년 서울고등검찰청 차장검사를 거쳐 1961년 대구지방검찰청과 서울지방검찰청, 1963년 광주고등검찰청, 1964년 서울고등검찰청에서 검사장 등을 역임하였다.
대한민국 국방대학교 행정학사 1기(1956년) 출신인 그는 서울지방검찰청 북부지청에서 검사로 있을 때 고리대금업을 하면서 교묘한 수법으로 담보물과 가옥을 가로쳔 변호사 강권석을 구속하는 등 불의에 굽히지 않는 곧은 성격의 소유자로 "참나무 같이 곧고 야무지다"는 평가를 받은 김병화는 1952년 분쟁 중이던 국영기업체인 조선방직 전무와 그 이후 주택영단 이사장을 맡은 3년을 제외하고 18년을 검찰에 있을 때인 대검찰청 차장검사로 재직하던 1966년 9월 19일에 박정희 대통령이  "한국비료 사카린 밀수 사건에 대한 전면적인 수사를 하라"를 지시에 따라서 9월 20일에 특별조사반의 반장이 되어 조사에 나서면서 "삼성재벌계 한비 밀수 사건은 국민의 큰 관심이 졸려있는 것이므로 철저히 진상을 가리겠다"고 말했다. 또, 국회에서 논란이 되었던 삼청공원, 남산, 한강, 수유리 등 국공유재산의 부정처리사건을 수사했다. 1966년 2월 25일 대검찰청 회의실에서 열린 전국 차장검사 회의에서 "효율적인 수사 지휘권을 발동하여 소추권 행사의 원활을 기하라"고 하면서 특히 "특가법에 규정된 밀수, 마약, 산림사범 등에 대해 형식적인 단속을 지양하고 그 입법 취지를 살려 강력한 대책으로 이들 범죄를 일소하여 사회정의 구현에 총력을 다하라"고 했다. 1964년 대검찰청 차장검사를 하면서 6.3 사태 등을 처리하여 1968년 5월 24일에 제16대 대한민국의 법무부 차관에 임명되어  1969년 7월 27일까지 지냈다. 실업계로 나갔던 7년을 제외하고 법조경력 18년에 법무부 차관에 올랐다. 경성제대 동기, 동창인 민복기 대법원장으로부터 "대법원 판사로 와 달라"는 부탁을 거절하다 1969년 7월에 27년간 계속 지켜왔던 검찰을 떠나 법원행정처장을 맡았다. 법원행정처장에 취임하면서 김병화는 "7년동안 법원행정처장 자리를 맡아온 전우영의 바통을 갑자기 넘겨받아 무거운 책임감을 느끼고 있지만 민복기 대법원장을 도와 사법부 발전을 위해 힘껏 일하겠다"고 했다.
박정희 정부의 유신 선포 이후인 1973년 3월 19일에 헌법위원회 헌법위원에 임명
1996년 5월 15일에 서울시 신촌세브란스병원에서 숙환으로 사망했다.
김병화는 재심을 통해 무죄가 밝혀졌던 조봉암에 대한 허위 진술을 했던 양이섭의 사형집행 검사를 했다.

## 경력
- 1945년 11월 서울지방검찰청 검사
- 1948년 서울지방검찰청 북부지청 검사
- 1948년 서울지방검찰청 부장검사
- 1950년 법무부 소청과 과장
- 1961년 1월 ~7월 대구지방검찰청, 서울지방검찰청 검사[13]
- 법무부 조정과 과장
- 서울고등검찰청 검사
- 1952년 2월 26일 조선방직 전무[14] 취췌역
- 대한주택영단 이사장
- 1960년 9월 26일 서울고등검찰청 차장검사
- 1961년 1월 14일 ~ 1961년 7월 7일 제11대 대구지방검찰청 검사장
- 1961년 7월 8일 ~ 1962년 4월 10일 제11대 서울지방검찰청 검사장
- 1962년 4월 11일 대검찰청 검사[15]
- 1963년 5월 7일 ~ 1963년 12월 30일 제5대 광주고등검찰청 검사장
- 1964년 1월 1일 ~ 1964년 3월 16일 제7대 서울고등검찰청 검사장
- 1964년 3월 10일 ~ 1968년 5월 25일 대검찰청 차장검사
- 1969년 7월 28일 ~ 1977년 2월 18일 제6대 법원행정처장
- 1973년 3월 20일 헌법위원회 헌법위원

## 저서
- 《한국 사법사》(전3권)